# Zdobycie Rzymu przez Wandalów
Zdobycie Rzymu przez Wandalów (wł. Sacco di Roma) – zajęcie miasta przez Wandalów w roku 455, w okresie wielkiej wędrówki ludów.

## Geneza
W marcu 455 roku cesarzem rzymskim został Petroniusz Maksymus, który wydał Eudokię (córkę zamordowanego cesarza Walentyniana III) za swojego syna, Palladiusza, co wzburzyło króla Wandalów Genzeryka, gdyż Eudokia była obiecana jego synowi Hunerykowi. Decyzja ta wywołała niezadowolenie ludności cesarstwa, a dla Genzeryka stała się pretekstem do wypowiedzenia wojny.

## Przebieg
Pod koniec maja Genzeryk zebrał znaczne siły i przeprawił się do Italii. Po wylądowaniu u ujścia Tybru przez nikogo niepokojeni Wandalowie ruszyli na Rzym, w którym doszło do wybuchu paniki. Uchodzącego z miasta Petroniusza pochwycił wrogi mu tłum, który obwiniając go o sprowokowanie barbarzyńskiego najazdu zmasakrował cesarza, wyrzucając jego szczątki do Tybru.
2 czerwca Wandalowie wkroczyli do Rzymu nie napotykając oporu, co było zaskakujące biorąc pod uwagę obronny mur Aureliana wzniesiony wokół miasta i niezbędną do obrony ilość broni. Po spotkaniu z papieżem Leonem I Genzeryk zgodził się na oszczędzenie miejscowej ludności i nieobrócenie budynków w ruiny. Podczas dwutygodniowego pobytu w mieście Wandalowie systematycznie i całkowicie ograbili stolicę upadającego cesarstwa. M.in. złupili pałac cesarski, z którego zabrali menorę (wywiezioną przez Rzymian z Jerozolimy po zdobyciu obleganego miasta), a także Świątynię Jowisza Kapitolińskiego. Uprowadzili też licznych jeńców, w tym kobiety z rodziny cesarskiej (Licynię Eudoksję, Eudokię i Placydię), jak również wykwalifikowanych metalurgów, inżynierów, budowniczych i urzędników, których Genzeryk zamierzał zatrudnić w swych afrykańskich posiadłościach. Zgromadzone łupy załadował na okręty, wywożąc do stolicy swego państwa – Kartaginy.

## Skutki
Ogołocony z bogactw przez Wandalów (stąd wandalizm) Rzym zaczął podupadać stając się wkrótce prowincjonalnym miastem, a życie w Italii zostało zdezorganizowane. W roku 476, czyli dwadzieścia jeden lat po zdobyciu i splądrowaniu Rzymu przez Wandalów, cesarstwo zachodniorzymskie przestało istnieć.